# Німецький в'їзд
Німецький в'їзд — вулиця у Київському районі Харкова. Пролягає від вулиці Григорія Сковороди до вулиці Алчевських. Вулиця з одностороннім рухом, напрямок від Алчевських до Григорія Сковороди.

## Історія

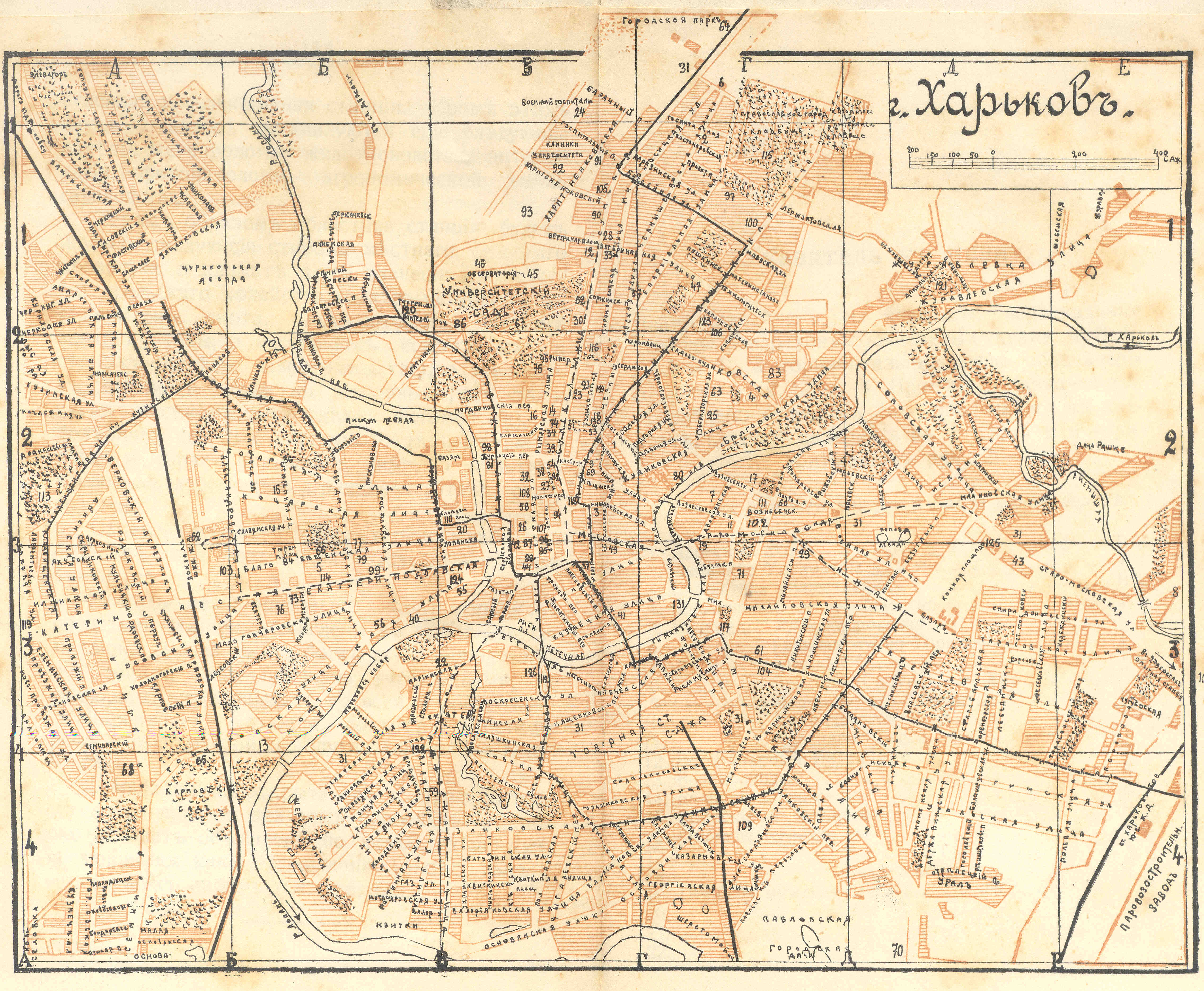
Мапа Харкова 1914 року

На мапі Харкова 1914 року Німецький в'їзд (тоді Пушкінський в'їзд) показаний між Ветеринарною (нині вулиця Свободи) і Басейною (нині вулиця Ярослава Мудрого). Він починався від вулиці Григорія Сковороди і тягнувся в напрямку Єпархіальної вулиці (нині Алчевських), але не доходить до неї. Середина кварталу, в якому розташований Німецький в'їзд, зайнята зеленими насадженнями, сучасна забудова ще відсутня.
19 травня 1981 року Пушкінський в'їзд був перейменований у вулицю Семка, на честь науковця, колишнього ректора ХПІ. Але громадськість виступила проти цього перейменування і наполягла на поверненні історичної назви. В 1989 році була відновлена назва «Пушкінський в'їзд».
29 квітня 2024 року за результатами електронної консультації з громадськістю в'їзд перейменовано на Німецький. Сучасна вулиця Григорія Сковороди первісно носила назву Німецька, бо на ній селилися німці.

## Забудова
- Будинок № 1 (вулиця Григорія Сковороди, 65) — Пам'ятка архітектури Харкова, охорон. № 195. Житловий будинок, архітектор В. А. Естрович, 1914 рік.
- Будинок № 3 — Пам'ятка архітектури Харкова, охорон. № 196. Житловий будинок, архітектор Б. І. Гершкович, 1913 рік.
- Будинок № 6 — Пам'ятка архітектури Харкова, охорон. № 194. Житловий будинок, архітектор О. І. Ржепішевський, 1915 рік.
- Будинок № 7а — Пам'ятка архітектури Харкова, охорон. № 605. Житловий будинок, архітектор Р. М. Фрідман, 1929—1931 роки.
- Будинки № 7, 8 — Пам'ятки архітектури Харкова, охорон. № 15. Житлові будинки, архітектори Р. М. Фрідман, Я. А. Штейнберг, 1929—1932 роки.